# Ragnvald Soma
Ragnvald Soma (Kvernaland, 10 novembre 1979) è un ex calciatore norvegese, di ruolo difensore.

## Caratteristiche tecniche
Prevalentemente impiegato come difensore centrale, in carriera ha ricoperto anche la posizione di terzino sinistro o di centrocampista difensivo.

## Carriera

### Club

#### Bryne e West Ham
Soma iniziò la carriera con la maglia del Bryne. Il club era all'epoca militante nella 1. divisjon e il debutto in squadra di Soma arrivò in data 20 aprile 1997, nella sconfitta per 1-2 contro il Moss. Contribuì al secondo posto finale nel campionato 1999, che portò quindi il Bryne alla promozione nella massima divisione. L'esordio nell'Eliteserien fu allora datato 9 aprile 2000, quando subentrò ad Einar Braut nel successo per 4-2 sullo Start. Il 19 aprile successivo, realizzò la prima rete con questa casacca, nella sconfitta casalinga per 1-2 contro il Bodø/Glimt.
A gennaio 2001, fu ingaggiato dagli inglesi del West Ham. Il 3 febbraio disputò il primo incontro nella Premier League, sostituendo Joe Cole nella sconfitta per 3-0 contro il Liverpool, ad Anfield. Rimase al club londinese per il successivo anno e mezzo, collezionando 10 apparizioni in squadra (7 in campionato, 3 nelle coppe).
Ad agosto 2002, tornò a vestire la maglia del Bryne. Giocò 11 partite nello scorcio di stagione rimanente, aiutando la squadra a raggiungere la salvezza in campionato. Questo risultato non fu però raggiunto nell'annata successiva, poiché il Bryne chiuse all'ultimo posto in classifica e fu retrocesso in 1. divisjon.

#### Brann
A seguito del declassamento del Bryne, Soma si accordò con il Brann: il costo del trasferimento superò i 2.000.000 di corone. Debuttò in squadra il 12 aprile 2004, schierato titolare nella sconfitta per 1-0 in casa del Rosenborg. Nella stessa stagione, vinse la Coppa di Norvegia 2004. Il 16 maggio 2005 realizzò l'unico gol per il Brann, nel successo per 6-2 sul Lillestrøm. Ebbe modo anche di esordire nelle competizioni europee per club: l'11 agosto 2005, infatti, fu titolare nel pareggio a reti inviolate contro l'Allianssi. A fine stagione, manifestò la volontà di lasciare il club per motivi personali. Nei due anni in squadra, non saltò neanche un incontro.

#### Viking
Soma passò così al Viking. La prima apparizione in campionato arrivò il 9 aprile 2006, in occasione del pareggio per 0-0 sul campo dello HamKam. Segnò il primo gol in data 28 maggio 2007, nel successo per 0-2 in casa dello Aalesund. Militò nel club per i successivi tre anni e mezzo, totalizzando 141 presenze e 7 reti (amichevoli incluse).

#### Rapid Vienna
Il 14 agosto 2009 si è trasferito al Rapid Vienna. Giocò il primo match in terra austriaca in data 23 agosto 2009, impiegato da titolare nel successo per 4-1 sul LASK Linz. Il 26 settembre siglò la prima rete, nel 3-1 inflitto al Wiener Neustadt.

#### Il rientro in Scandinavia
Il 20 settembre 2012, svincolato, firmò un contratto con i danesi del Nordsjælland. Il 10 novembre esordì nella Superligaen, schierato titolare nel pareggio casalingo per 1-1 contro il Randers. Nel mese di gennaio 2013, si trasferì al Lyngby, formazione di 1. Division. Disputò il primo incontro in squadra il 28 marzo, segnando la rete del definitivo 1-0 nella sfida casalinga contro lo Skive. A fine stagione, si ritrovò svincolato.
Successivamente, si allenò con il Viking e nel mese di settembre giocò anche un'amichevole contro l'Aberdeen. Il 6 settembre 2013, firmò un contratto valido fino al termine della stagione con il Førde. Nel 2014, passò al Frøyland.

### Nazionale
Ha giocato 23 partite per la Norvegia under 21: l'esordio è arrivato il 3 febbraio 1998, nella partita contro la Danimarca under 21 (conclusasi 1-1). L'ultima apparizione fu datata 25 aprile 2001, nell'incontro con il Portogallo under 21, terminato 2-2.
Il 18 agosto 2004 debuttò nella Nazionale maggiore, nella sfida amichevole contro il Belgio, che finì con un pareggio per 2-2: Soma subentrò a Claus Lundekvam nel corso del secondo tempo. L'ultima apparizione (la quinta per la precisione) fu contro la Giordania, il 28 gennaio 2005.

## Statistiche

### Presenze e reti nei club
Statistiche aggiornate al 21 giugno 2016.
| Stagione            | Club                | Campionato          | Campionato | Campionato | Coppe nazionali | Coppe nazionali | Coppe nazionali | Coppe continentali | Coppe continentali | Coppe continentali | Supercoppe | Supercoppe | Supercoppe | Totale | Totale |
| Stagione            | Club                | Comp                | Pres       | Reti       | Comp            | Pres            | Reti            | Comp               | Pres               | Reti               | Comp       | Pres       | Reti       | Pres   | Reti   |
| ------------------- | ------------------- | ------------------- | ---------- | ---------- | --------------- | --------------- | --------------- | ------------------ | ------------------ | ------------------ | ---------- | ---------- | ---------- | ------ | ------ |
| 1997                | Bryne               | 1D                  | 25         | 0          | CN              | 0               | 0               | -                  | -                  | -                  | -          | -          | -          | 25     | 0      |
| 1998                | Bryne               | 1D                  | 24         | 0          | CN              | 0               | 0               | -                  | -                  | -                  | -          | -          | -          | 24     | 0      |
| 1999                | Bryne               | 1D                  | 25         | 0          | CN              | 3               | 3               | -                  | -                  | -                  | -          | -          | -          | 28     | 3      |
| 2000                | Bryne               | ES                  | 25         | 4          | CN              | 1               | 0               | -                  | -                  | -                  | -          | -          | -          | 26     | 4      |
| gen.-ago. 2001      | West Ham            | PL                  | 4          | 0          | FA+LC           | 1+0             | 0               | -                  | -                  | -                  | -          | -          | -          | 5      | 0      |
| 2001-2002           | West Ham            | PL                  | 3          | 0          | FA+LC           | 1+1             | 0               | -                  | -                  | -                  | -          | -          | -          | 5      | 0      |
| Totale West Ham     | Totale West Ham     | Totale West Ham     | 7          | 0          |                 | 3               | 0               |                    | -                  | -                  |            | -          | -          | 10     | 0      |
| ago.-dic. 2002      | Bryne               | ES                  | 11         | 1          | CN              | 1               | 0               | -                  | -                  | -                  | -          | -          | -          | 12     | 1      |
| 2003                | Bryne               | ES                  | 25         | 1          | CN              | 3               | 0               | -                  | -                  | -                  | -          | -          | -          | 28     | 1      |
| Totale Bryne        | Totale Bryne        | Totale Bryne        | 135        | 6          |                 | 8               | 3               |                    | -                  | -                  |            | -          | -          | 143    | 9      |
| 2004                | Brann               | ES                  | 26         | 0          | CN              | 7               | 0               | -                  | -                  | -                  | -          | -          | -          | 33     | 0      |
| 2005                | Brann               | ES                  | 26         | 1          | CN              | 4               | 0               | CU                 | 4                  | 0                  | -          | -          | -          | 34     | 1      |
| Totale Brann        | Totale Brann        | Totale Brann        | 52         | 1          |                 | 11              | 0               |                    | 4                  | 0                  |            | -          | -          | 67     | 1      |
| 2006                | Viking              | ES                  | 24         | 0          | CN              | 4               | 0               | -                  | -                  | -                  | -          | -          | -          | 28     | 0      |
| 2007                | Viking              | ES                  | 26         | 1          | CN              | 5               | 0               | -                  | -                  | -                  | -          | -          | -          | 31     | 1      |
| 2008                | Viking              | ES                  | 18         | 0          | CN              | 3               | 0               | CU                 | 4                  | 0                  | -          | -          | -          | 25     | 0      |
| gen.-ago. 2009      | Viking              | ES                  | 20         | 3          | CN              | 3               | 1               | -                  | -                  | -                  | -          | -          | -          | 23     | 4      |
| Totale Viking       | Totale Viking       | Totale Viking       | 88         | 4          |                 | 15              | 1               |                    | 4                  | 0                  |            | -          | -          | 107    | 5      |
| ago. 2009-2010      | Rapid Vienna        | BL                  | 33         | 1          | CA              | 3               | 0               | UEL                | 7                  | 0                  | -          | -          | -          | 43     | 1      |
| 2010-2011           | Rapid Vienna        | BL                  | 32         | 1          | CA              | 4               | 0               | UEL                | 8                  | 0                  | -          | -          | -          | 44     | 1      |
| 2011-2012           | Rapid Vienna        | BL                  | 14         | 0          | CA              | 0               | 0               | -                  | -                  | -                  | -          | -          | -          | 14     | 0      |
| Totale Rapid Vienna | Totale Rapid Vienna | Totale Rapid Vienna | 79         | 2          |                 | 7               | 0               |                    | 15                 | 0                  |            | -          | -          | 101    | 2      |
| set. 2012-gen. 2013 | Nordsjælland        | SL                  | 1          | 0          | CD              | 1               | 0               | UEL                | -                  | -                  | -          | -          | -          | 2      | 0      |
| gen.-giu. 2013      | Lyngby              | 1D                  | 8          | 1          | CD              | -               | -               | -                  | -                  | -                  | -          | -          | -          | 8      | 1      |
| set.-dic. 2013      | Førde               | 2D                  | 5          | 0          | CN              | -               | -               | -                  | -                  | -                  | -          | -          | -          | 5      | 0      |
| 2014                | Frøyland            | 3D                  | 10         | 0          | CN              | 2               | 0               | -                  | -                  | -                  | -          | -          | -          | 12     | 0      |
| 2015                | Frøyland            | 3D                  | 9          | 0          | CN              | 0               | 0               | -                  | -                  | -                  | -          | -          | -          | 9      | 0      |
| Totale Frøyland     | Totale Frøyland     | Totale Frøyland     | 19         | 0          |                 | 2               | 0               |                    | -                  | -                  |            | -          | -          | 21     | 0      |
| Totale              | Totale              | Totale              | 394        | 14         |                 | 47              | 4               |                    | 23                 | 0                  |            | -          | -          | 464    | 18     |

### Cronologia presenze e reti in Nazionale
| Cronologia completa delle presenze e delle reti in nazionale ― Norvegia | Cronologia completa delle presenze e delle reti in nazionale ― Norvegia | Cronologia completa delle presenze e delle reti in nazionale ― Norvegia | Cronologia completa delle presenze e delle reti in nazionale ― Norvegia | Cronologia completa delle presenze e delle reti in nazionale ― Norvegia | Cronologia completa delle presenze e delle reti in nazionale ― Norvegia | Cronologia completa delle presenze e delle reti in nazionale ― Norvegia | Cronologia completa delle presenze e delle reti in nazionale ― Norvegia |
| Data                                                                    | Città                                                                   | In casa                                                                 | Risultato                                                               | Ospiti                                                                  | Competizione                                                            | Reti                                                                    | Note                                                                    |
| ----------------------------------------------------------------------- | ----------------------------------------------------------------------- | ----------------------------------------------------------------------- | ----------------------------------------------------------------------- | ----------------------------------------------------------------------- | ----------------------------------------------------------------------- | ----------------------------------------------------------------------- | ----------------------------------------------------------------------- |
| 18-8-2004                                                               | Oslo                                                                    | Norvegia                                                                | 2 – 2                                                                   | Belgio                                                                  | Amichevole                                                              | -                                                                       |                                                                         |
| 16-11-2004                                                              | Londra                                                                  | Australia                                                               | 2 – 2                                                                   | Norvegia                                                                | Amichevole                                                              | -                                                                       |                                                                         |
| 22-1-2005                                                               | Kuwait City                                                             | Kuwait                                                                  | 1 – 1                                                                   | Norvegia                                                                | Amichevole                                                              | -                                                                       |                                                                         |
| 25-1-2005                                                               | Riffa                                                                   | Bahrein                                                                 | 0 – 1                                                                   | Norvegia                                                                | Amichevole                                                              | -                                                                       |                                                                         |
| 28-1-2005                                                               | Amman                                                                   | Giordania                                                               | 0 – 0                                                                   | Norvegia                                                                | Amichevole                                                              | -                                                                       |                                                                         |
| Totale                                                                  |                                                                         | Presenze                                                                | 5                                                                       |                                                                         | Reti                                                                    | 0                                                                       |                                                                         |

## Palmarès

### Club

#### Competizioni nazionali
- Coppa di Norvegia: 1

Brann: 2004